# Луперія (Ілфов)
Луперія (рум. Lupăria) — село у повіті Ілфов в Румунії. Входить до складу комуни Чолпань.
Село розташоване на відстані 34 км на північ від Бухареста, 108 км на південь від Брашова.

## Населення
За даними перепису населення 2002 року у селі проживали 230 осіб, усі — румуни. Усі жителі села рідною мовою назвали румунську.